# Menna Shaaban Okila
Menna Shaaban Okila, née le 25 mai 2000, est une karatéka égyptienne.

## Palmarès
| Année | Compétition                    | Lieu                   | Résultat | Catégorie          |
| ----- | ------------------------------ | ---------------------- | -------- | ------------------ |
| 2017  | Championnats d'Afrique juniors | Yaoundé                | 3e       | Kata individuel    |
| 2017  | Championnats d'Afrique juniors | Yaoundé                | 2e       | Kumite +59 kg      |
| 2017  | Championnats du monde juniors  | Santa Cruz de Tenerife | 3e       | Kumite +59 kg      |
| 2019  | Championnats d'Afrique         | Gaborone               | 3e       | Kumite +68 kg      |
| 2019  | Jeux africains                 | Rabat                  | 2e       | Kumite +68 kg      |
| 2020  | Championnats d'Afrique         | Tanger                 | 3e       | Kumite par équipes |
| 2021  | Championnats d'Afrique         | Le Caire               | 3e       | Kumite +68 kg      |
| 2021  | Championnats d'Afrique         | Le Caire               | 1re      | Kumite par équipes |
| 2022  | Championnats d'Afrique         | Durban                 | 1re      | Kumite +68 kg      |
| 2022  | Championnats d'Afrique         | Durban                 | 3e       | Kumite par équipes |
| 2023  | Championnats d'Afrique         | Casablanca             | 2e       | Kumite +68 kg      |
| 2023  | Championnats du monde          | Budapest               | 3e       | Kumite +68 kg      |
| 2024  | Jeux africains                 | Accra                  | 1re      | Kumite +68 kg      |
| 2024  | Jeux africains                 | Accra                  | 1re      | Kumite par équipes |
| 2025  | Championnats d'Afrique         | Abuja                  | 1re      | Kumite +68 kg      |
| 2025  | Championnats d'Afrique         | Abuja                  | 1re      | Kumite par équipes |